# زعفران (تونس)
زعفران (عربی: زعفران) یک واحه در استان قبلی کشور تونس است.